# Ugo Colombo
Pour les articles homonymes, voir Colombo (homonymie).
Ugo Colombo  (né le 22 février 1940 à San Giorgio su Legnano, dans la province de Milan en Lombardie et mort le 10 octobre 2019 à Pontremoli) est un coureur cycliste italien, professionnel de 1964 à 1974. Au cours de sa carrière, il a notamment remporté trois étapes du Tour d'Italie et a terminé troisième du Tour d'Italie 1971.

## Biographie
Ugo Colombo est actif pendant 19 ans dans le monde du cyclisme, dont onze ans en tant que coureur professionnel entre 1964 et 1974. Pendant neuf saisons, il est l'un des fidèles équipier de Franco Bitossi au sein de la Filotex. Il est considéré comme un coureur humble et timide, courant en équipe et jouant rarement sa chance. 
Au cours de sa carrière cycliste, il participe à 13 grands tours, dont trois Tours de France et participe au championnat du monde 1968 qu'il abandonne. Au Tour de France 1968, il termine dixième et lors du Tour d'Italie 1969, il se classe à la cinquième place. Deux ans plus tard, lors du Tour d'Italie 1971, il termine troisième du classement général, à 2 minutes et 35 secondes de Gosta Pettersson. Au total, il remporte trois étapes du Tour d'Italie, une étape du Tour de Suisse et une étape du Tour de Catalogne. En 1965 et 1970, il se classe cinquième du classement général du Tour de Suisse, puis troisième en 1971. En 1970 et 1971, il remporte à deux reprises la Coppa Placci, une semi-classique italienne.
Il considère comme meilleur moment de sa carrière sa victoire au sprint devant Vito Taccone dans l'étape de Francavilla al Mare sur le Tour d'Italie 1969. Il a été très marqué par la mort de Tom Simpson sur le Tour de France 1967, lors de l'ascension du Mont Ventoux : « Je suis passé et je l'ai vu sans vie sur le bord de la route, un sentiment terrible. ».
Après la fin de sa carrière, Colombo s'installe en 1976 à Pontremoli, où vit sa femme, et y ouvre une boulangerie. De plus, il reste impliqué dans l'équipe Scic, pour entre autres Giuseppe Saronni. 
Il meurt en 2019 à l'âge de 79 ans après une longue et grave maladie. Il est enterré à Scorcetoli.

## Palmarès
- 1965
  - 3e de la Coppa Sabatini
  - 5e du Tour de Suisse
- 1967
  - 2e du Grand Prix Valsassina
  - 2e du Grand Prix Cemab à Mirandola
- 1968
  - Grand Prix Montelupo
  - Grand Prix Tarquinia
  - 2e du Grand Prix Valsassina
  - 3e du Tour de Campanie
  - 10e du Tour de France
- 1969
  - 1re étape (secteur B) du Tour de Romandie
  - 12e étape du Tour d'Italie
  - 4e du Tour de Romandie
  - 5e du Tour d'Italie
- 1970
  - Coppa Placci
  - 2e étape du Tour de Catalogne
  - 2e du Grand Prix de la ville de Camaiore
  - 5e du Tour de Suisse
  - 7e du Tour de Romandie
- 1971
  - 6e étape du Tour de Suisse
  - Coppa Placci
  - 3e du Tour d'Italie
  - 3e du Tour de Suisse
- 1972
  - 3e étape du Tour d'Italie
- 1974
  - 7e étape du Tour d'Italie

## Résultats sur les grands tours

### Tour de France
3 participations :
- 1966 : 44e
- 1967 : 34e
- 1968 : 10e

### Tour d'Italie
11 participations :
- 1964 : 39e
- 1965 : 23e
- 1966 : 18e
- 1967 : abandon
- 1968 : 33e
- 1969 : 5e, vainqueur de la 12e étape
- 1970 : 17e
- 1971 : 3e,  maillot rose pendant 2 jours
- 1972 : 23e, vainqueur de la 3e étape,  maillot rose pendant 1 jour
- 1973 : abandon
- 1974 : 39e, vainqueur de la 7e étape